# Copris nepos
Copris nepos là một loài bọ cánh cứng trong họ Bọ hung (Scarabaeidae).